# Mickey's Memory Challenge
Mickey's Memory Challenge, también conocido como Mickey Jeu de Memorie en francés y Mickey: Juego para Memorizar en español, es un videojuego de Memoria, fueron lanzadas por Commodore Amiga y MS-DOS, y fueron desarrollado por Disney Interactive Studios y publicada por Infogrames en 1993 solo en Uniones Europeas.

## Personajes
Estos son los personajes que fue oculta la memoria:
- Mickey Mouse
- Donald Duck
- Minnie Mouse
- Daisy Duck
- Goofy
- Pluto
- Jorgito
- Scrooge McDuck
- Chip y Dale
- Big Bad Pete
- Jiminy Cricket y Pinocho (de Pinocho)
- TinkerBell (de Peter Pan)
- King Louie, Sherekhan y Baloo (de El Libro de la Selva)
- Flounder, Sebastian y Ariel (de La Sirenita)
- Zipper, Gadget (de Chip 'n Dale Rescue Rangers)
- Kit, Rebecca y Don Karnage (de Talespin)